# Gonomyia unicolor
Gonomyia unicolor är en tvåvingeart som beskrevs av Alexander 1913. Gonomyia unicolor ingår i släktet Gonomyia och familjen småharkrankar. Inga underarter finns listade i Catalogue of Life.